# Stomatosema medularis
Stomatosema medularis är en tvåvingeart som beskrevs av Fedotova och Vasily S. Sidorenko 2006. Stomatosema medularis ingår i släktet Stomatosema och familjen gallmyggor. Inga underarter finns listade i Catalogue of Life.